# ひらりさ
ひらりさ（1989年7月25日 - ）は日本の文筆家、ライター。

## 活動・経歴
オタク文化、BL、美意識などのテーマで、女性についての様々なエッセイ、インタビュー、レビューを執筆する。平成元年生まれのオタク女子4人によるサークル「劇団雌猫」メンバー。

## 著書
- 『沼で溺れてみたけれど』（講談社、2021年7月14日）

## 編著書・共著（劇団雌猫名義）
- 『浪費図鑑　―悪友たちのないしょ話―』（小学館、2017年8月13日）
- 『シン・浪費図鑑』（小学館、2018年10月22日）
- 『だから私はメイクする』（柏書房、2018年10月24日）
- 『誰になんと言われようと、これが私の恋愛です』（双葉社、2019年11月19日）
- 『一生楽しく浪費するためのお金の話』（※篠田尚子との共著／イースト・プレス、2019年3月17日）
- 『本業はオタクです。-シュミも楽しむあの人の仕事術』（中央公論新社、2019年7月19日）
- 『化粧劇場 わたしたちが本当に知りたいメイク術』（※イガリシノブとの共著／池田書店、2020年5月11日）
- 『海外オタ女子事情』（KADOKAWA、2020年6月19日）
- 『一生推したい! 私たち、ゆる健康はじめてみた』（主婦の友社、2021年2月10日）

## 原案（劇団雌猫名義）
- 『まんが浪費図鑑』（小学館、2018年10月17日）
- 『だから私はメイクする』（※漫画：シバタヒカリ／柏書房、2020年3月6日）

## 連載（劇団雌猫名義）
- 日経MJ「劇団雌猫のトレンド夜会」

## その他、執筆実績
- 【雑誌】SPUR、群像、新潮、文學界、すばる、小説すばる、yomyom、TV bros、ダ・ヴィンチ、日経MJ、LDK the Beauty、ユリイカ
- 【ウェブメディア】文春オンライン、FRaU、マイナビウーマン、りっすん、コミックナタリー、ダ・ヴィンチニュース、ねとらぼ、カドブン、WANI BOOKS OUT、Dybe!、柏書房ウェブマガジン「かしわもち」、びゅうたび

- 【対談】「高瀬隼子×ひらりさ「〈いい子〉の向こう側へ」」[2]- 『すばる』2023年9月号